# Mikael Persbrandt
Mikael Åke Persbrandt (* 25. září 1963 Jakobsberg, Švédsko) je švédský divadelní, televizní a filmový herec, dabér, producent a hudebník.

## Životopis
Účinkoval v mnoha rolích v Královském dramatickém divadle. Kromě toho také ztvárnil řadu televizních a filmových rolí. Mezi ty nejznámější patří policejní inspektor Gunvald Larsson v seriálu Stíny nad Stockholmem. V této roli se objevoval od roku 1997 až do roku 2016, kdy na vlastní žádost seriál opustil.
V roce 2004 se stal laureátem ceny Ingmara Bergmana. Dvakrát získal švédskou filmovou cenu Zlatohlávek pro nejlepšího herce v hlavní roli, poprvé v roce 2009 za film Věčné okamžiky Marie Larssonové a podruhé v roce 2014 za film Mig äger ingen.
V roce 2019 začal hrát Jakoba Nymana v britském komediálním seriálu Sexuální výchova.

## Osobní život
Jeho partnerkou je moderátorka Sanna Lundelllová a má s ní tři děti. Předtím byla jeho dlouholetou partnerkou herečka Maria Bonnevieová.
V prosinci 2005 Persbrandt oznámil policii, že noviny Expressen lživě informovaly, že měl akutní otravu alkoholem a byl přijat na kliniku v Uppsale. Expressen se omluvil a připustil, že jejich informace byla nepravdivá, ale Persbrandt omluvu nepřijal. Otto Sjöberg, tehdejší redaktor novin, dostal pokutu ve výši 75 000 švédských korun jako náhradu škody Persbrandtovi.
Persbrandt byl v roce 2011 dvakrát zatčen za užívání kokainu a dostal pokutu. V dubnu 2014 byl odsouzen k pěti měsícům odnětí svobody za další trestný čin související s kokainem, ale po odvolání byl tento trest snížen na 75 hodin veřejně prospěšných prací.

## Filmografie
| Rok           | Název                                                        | Role                           | Poznámky         |
| ------------- | ------------------------------------------------------------ | ------------------------------ | ---------------- |
| 1992          | Rederiet                                                     | Ola Simonsson                  | seriál           |
| 1994          | Beck – Polismördaren                                         | policista                      | televizní film   |
| 1994          | Svensson, Svensson                                           | Jesper                         |                  |
| 1995          | Sommaren                                                     | Peter                          |                  |
| 1996          | Anna Holt – polis                                            | Jocke                          | seriál           |
| 1996          | Under ytan                                                   | Roffe                          |                  |
| 1997          | 9 millimeter                                                 | Konstantin                     |                  |
| 1997–2016     | Stíny nad Stockholmem                                        | Gunvald Larsson                | televizní seriál |
| 1998          | Smlouva na smrt                                              | Roger Nyman                    |                  |
| 1998          | 102 Years in the Heart of Europe: A Portrait of Ernst Jünger | vypravěč                       | dabing, dokument |
| 1998          | Vuxna människor                                              | Georg                          |                  |
| 1998          | Legenda o Mulan                                              | Shan Yu                        | švédský dabing   |
| 1999          | Dödlig drift                                                 | Andreas Persson                |                  |
| 1999          | Dinosaurus                                                   | Kron                           | švédský dabing   |
| 1999          | Klepy                                                        | Åke Frigårdh                   |                  |
| 2000          | Titan A.E.                                                   | Tek                            | švédský dabing   |
| 2001          | Atlantida: Tajemná říše                                      | doktor Joshua Strongbear Sweet | švédský dabing   |
| 2002          | Nu                                                           | Adam                           |                  |
| 2002          | Alici má každý rád                                           | Johan Lindberg                 |                  |
| 2003          | Odstřelovač                                                  | Frank/Richard                  |                  |
| 2003          | Tři slunce                                                   | Ulf                            |                  |
| 2003          | Hledá se Nemo                                                | Gill                           | švédský dabing   |
| 2004          | Dag och natt                                                 | Thomas                         |                  |
| 2005          | Medicinmannen                                                | Martin Holst                   | německý seriál   |
| 2005          | Bang Bang Orangutang                                         | Åke Jönsson                    |                  |
| 2005          | Som man bäddar...                                            | Jocke                          |                  |
| 2005          | Inga tårar                                                   | Lars Bjerking                  |                  |
| 2005          | Tjocktjuven                                                  | kněz                           |                  |
| 2006          | Lovecká sezóna                                               | Boog                           | švédský dabing   |
| 2007          | Jedno oko rudé                                               | on sám                         |                  |
| 2007          | Sluneční bouře                                               | Thomas Söderberg               |                  |
| 2008          | Vzpoura v Kautokeinu                                         | Carl-Johan Ruth                |                  |
| 2008          | Věčné okamžiky Marie Larssonové                              | Sigfrid Larsson                |                  |
| 2008          | Kmotra                                                       | Sergej Assinowitsch            | německý seriál   |
| 2008          | Himlens hjärta                                               | Lars                           |                  |
| 2008          | Oskyldigt dömd                                               | Markus Haglund                 | seriál           |
| 2010          | In a Better World                                            | Anton                          |                  |
| 2011          | Stockholm East                                               | Johan                          |                  |
| 2011          | Hamilton: V zájmu státu                                      | Carl Hamilton                  |                  |
| 2012          | Hypnotizér                                                   | Erik Maria Bark                |                  |
| 2012          | Hamilton: Pokud jde o vaši dceru                             | Carl Hamilton                  |                  |
| 2013          | Mig äger ingen                                               | Hasse                          |                  |
| 2013          | Hobit: Šmakova dračí poušť                                   | Beorn                          |                  |
| 2014          | Hobit: Bitva pěti armád                                      | Beorn                          |                  |
| 2014          | Ten, koho miluješ                                            | Thomas Jacob                   |                  |
| 2014          | Spása                                                        | Peter                          |                  |
| 2015–2017     | Poslední království                                          | Kjartan                        | seriál           |
| 2016          | Jeder stirbt für sich allein                                 | Standartenführer Prall         |                  |
| 2016          | The Siege of Jadotville                                      | Dag Hammarskjöld               |                  |
| 2017          | Král Artuš: Legenda o meči                                   | Greybeard                      |                  |
| 2018          | Pan Dort                                                     | Hasse P                        |                  |
| 2018          | X&Y                                                          | herec                          |                  |
| 2018          | Dívka v pavoučí síti                                         | Alexander Zalašenko            |                  |
| 2019          | Invisible Heroes                                             | Harald Edelstam                | seriál           |
| 2019–         | Sexuální výchova                                             | Jakob Nyman                    | seriál           |
| 2020          | Eurovize                                                     | Victor Karlosson               |                  |
| bude oznámeno | Agent Hamilton: In Her Majesty's Service                     | Carl Hamilton                  |                  |
| bude oznámeno | Sophie's War                                                 | Franz                          |                  |

## Diskografie
| Rok  | Album            | Nejvyšší umístění |
| Rok  | Album            | DEN               |
| ---- | ---------------- | ----------------- |
| 2014 | Someone You Love | 29                |